# Yuka Saso
Yūka Sasō (笹生 優花, Sasō Yūka), née le 20 juin 2001 à San Ildefonso (Bulacan) aux Philippines, est une golfeuse professionnelle évoluant sur le LPGA Tour. 
Ayant la double nationalité philippine et japonaise, elle joue pour les Philippines jusqu'en 2021 avant de conserver uniquement la nationalité japonaise à ses 22 ans. Au cours de sa carrière, elle a notamment remporté un tournoi majeur, l'Open américain en 2021.